# 欧典院线
欧典影城是主要在英国和爱尔兰运营的一个连锁电影院品牌，旗下有UCI电影院品牌，于1930年创办于英国。第一家欧典影院是由奥斯卡·德意志1928年以电影屋（Picture House）之名创立于斯塔福德。第一个以欧典命名的电影院是德意志于1930年在伯明翰落成的，十年后，欧典成为蘭克影片公司的一部分，并在接下来的六十年中以此运营。
21世纪初，在经历了一系列转卖和收购之后，公司被泰豐資本收购，同时欧典和UCI影院被重组成为欧典UCI电影集团。2006年，大多数UCI影院随后都使用了欧典的品牌名称；2016年，泰豐資本将欧典公司卖给AMC院线，同属大连万达集团。2016年，就市场份额而言，欧典是英国和爱尔兰最大的连锁影院。

## 历史

### 建立

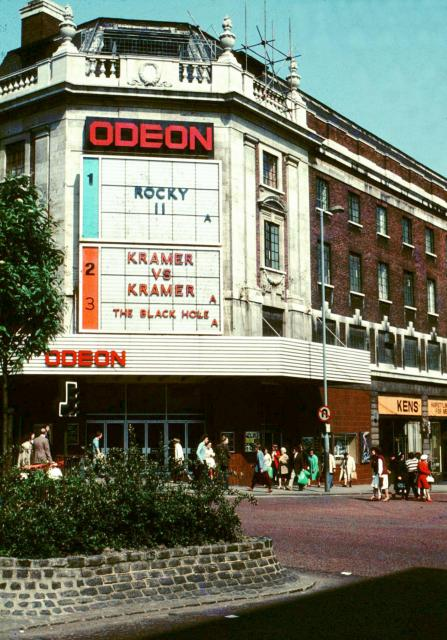
英国利兹，曾经的欧典影院。

欧典影院由奥斯卡·德意志于1928年创建。欧典对外宣称欧典的名称是来自他的座右铭“娱乐了我们的国家” ，但这个名称早在1920年代已被用于法国和意大利的院线。该词实际上是缘于古希腊语。 然而，与公司命运最息息相关的是J·亚瑟·兰克，他是欧典有史以来在任最久的管理者。
第一家欧典影院是由奥斯卡·德意志在1928年在英国斯塔福德开设。 这栋建筑物已被拆除，但在2006年作为影院重新复原。

### 扩张

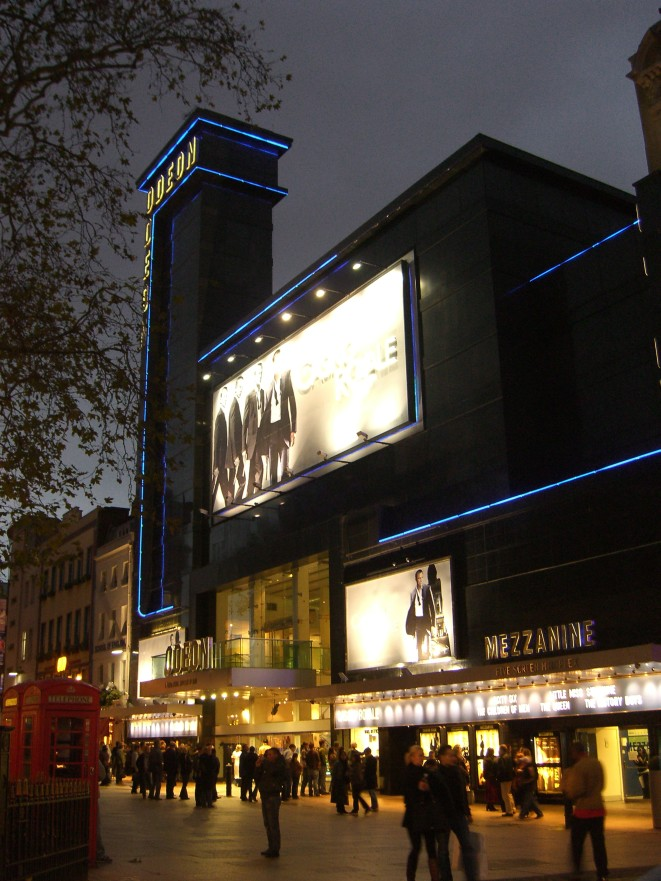
伦敦欧典影院

到1930年，“欧典”已经是一个家喻户晓的品牌，并以海上灵感的装饰艺术建筑被广为人知。这种风格在1930年第一次是在伯明翰的佩里·巴尔被采用。德意志买下了Perry Barr，扩张欧典院线。他委托建筑师哈利·威登进行设计。 乔治·科尔斯 是另一主要建筑设计师，对大厅部分进行了改建。1938年，德意志将院线卖给J·亚瑟·兰克。
到1941年德意志去世时，欧典在英国有258间影院。 出售后给兰克后，欧典还同时全权运营加拿大的子公司，子公司有一百余家影院。子公司的总部位于多伦多。1978年，欧典加拿大被加拿大影院院线收购，重组为“加拿大欧典影院”。1984年，再次被Cineplex收购，组建“Cineplex Odeon”。

### 现状

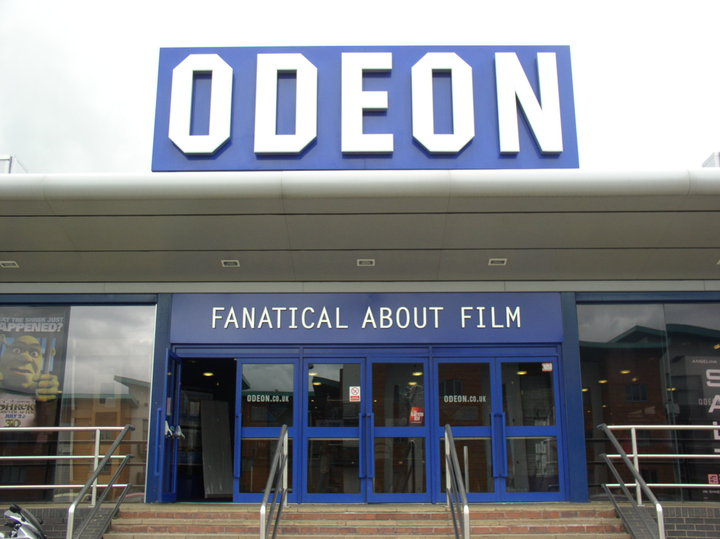
欧典影院

在2007年，欧典收购了意大利的10家影院，成为欧洲最大的电影院线。2012年3月，欧典发布财报，2011年欧典损失七千万英镑。
2015年二月，Terra Firma宣布，计划出售欧典和UCI电影院，价值大约1亿美元。 
2016年七月，万达集团旗下的美国AMC剧院斥资9.21亿美元收购欧典，在同年11月30日完成收购。